# Посполитое рушение
Посполитое рушение (з.-рус. рүшеньє посполитоє — всеобщее движение; < лат. expeditio generalis) — военная мобилизация польской, литовской шляхты, принадлежащего им крестьянства и образованное таким образом дворянское ополчение.
Посполитое рушенье созывалось с согласия рады панов, a затем сейма, королями, обязывавшимися не выводить его из пределов Польско-литовского государства.

## История
О существовании в Польше дворянского ополчения впервые упоминается в XIII веке. Помимо крупных землевладельцев, под «земскими хоругвями» выставляли свои отряды мелкое рыцарство, войты и солтысы. Кроме шляхты, в нём принимали участие краковские, виленские и львовские мещане, поскольку они владели земельными имениями.
В военном отношении наиболее эффективным было ополчение с восточных границ, где местной шляхте часто приходилось защищать свои земли от набегов татар. В состав «земских хоругвей» призывались также лично свободные мещане и посполитые крестьяне. Их называли «посполитыми казаками».
В XV веке право объявлять рушение перешло от короля — к сейму. Тем самым ограничивались возможности монархов на ведение в узкодинастических интересах боевых действий за пределами Польши.
Посполитое рушение созывалось по постановлению сейма. Король на основании постановлений сословий рассылал по воеводствам, поветам и землям универсалы, называемые — «Вицами». Первый и второй «Вицы» объявляли о войне и повелевали готовиться к выступлению, а третий — назначал время похода. В случае неожиданной опасность король издавал два, а иногда и один «Виц» вместо трёх. В посполитом рушении должна была участвовать вся шляхта, за исключением министров, сенаторов, резидентов, великих сановников и прочих высокопоставленных чиновников, означенных в польской конституции. Король не имел права освобождать от этой повинности. Не явившиеся без уважительных причин шляхтичи наказывались конфискацией имущества. Каштеляны и воеводы делали смотр посполитому рушению по воеводствам, поветам и землям, после чего войско отправлялось в указанное место. Руководителем войска был сам король, а во время бескоролевья — гетман. Закон запрещал разбивать посполитое рушение на части, его нельзя было держать без дела более двух недель и посылать за границу. Посполитое рушение обязано было вести только оборонительную войну, литовское — в пределах Литвы, коронное — в Короне. Заграничный поход мог быть совершён только с согласия сейма и должен был окончен не позднее трёх месяцев. За военную службу вне пределов страны шляхта получала жалование. После похода они возвращались домой в порядке, предписанного законом. «Посполитое рушение» собиралось редко, только в критические моменты: Речь Посполитая боялась использовать их, так как это было недисциплинированное войско
Лишившись права объявлять общую мобилизацию, король стал привлекать наёмников из других стран Европы и запорожских казаков. Кроме того, в XVI веке в Польше формируется постоянно действующая армия — кварцяное войско.